# John Stenborg

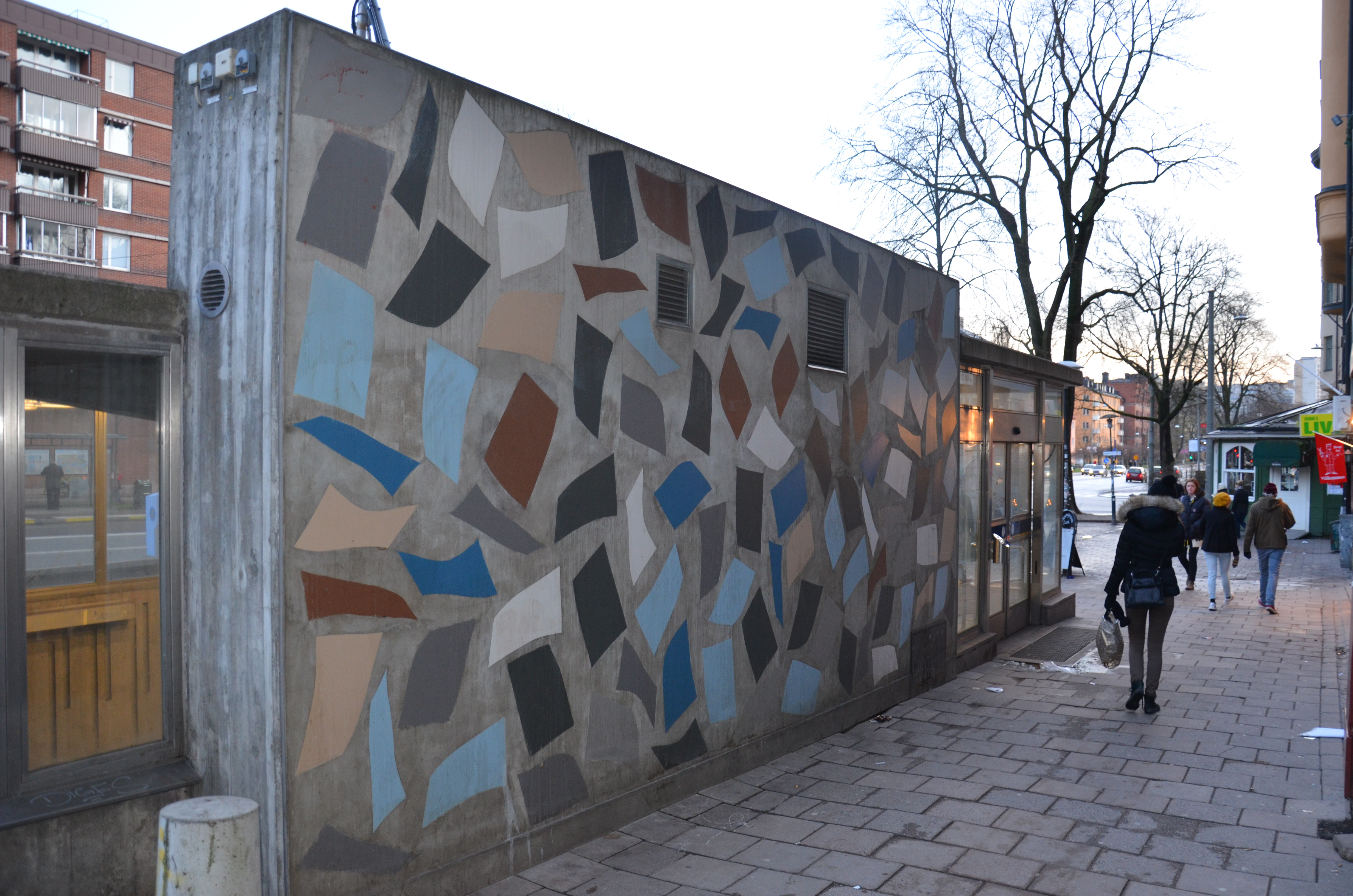
Uppgången från Zinkensdamms tunnelbanestation på Ringvägen i Stockholm

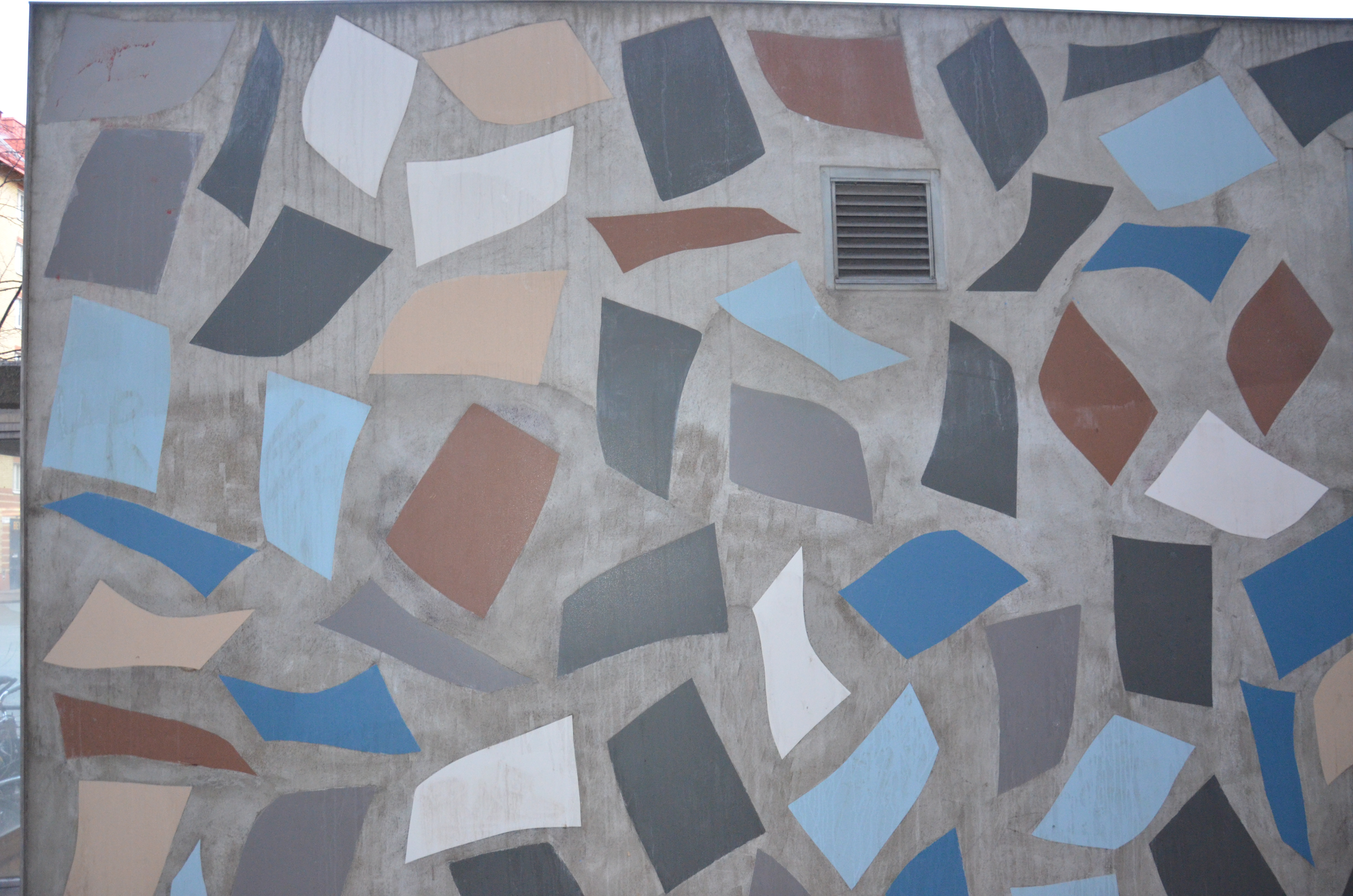
Uppgången från Zinkensdamms tunnelbanestation på Ringvägen i Stockholm

John Erik Lennart Stenborg, född 26 december 1957, är en svensk målare och skulptör.
John Stenborg utbildade sig på Konstskolan Idun Lovén 1981-1983 och på Kungliga Konsthögskolan i Stockholm 1984-1989. Han undervisar vid Konstskolan Idun Lovén sedan 1989 och i måleri och tecknare vid Gerlesborgsskolan i Stockholm sedan 1995.
John Stenborg invaldes i Konstakademien 2011.

## Offentliga verk i urval
- Konstnärlig utsmyckning av  Zinkensdamms tunnelbanestation i Stockholm, mur och bänk i gatuplan, golvinlägg i biljetthall, fondvägg i perrongnivå, 2001-2003
- Axion,  blandteknik, måleri, 2010, Psykiatrins hus på Akademiska sjukhuset i Uppsala